# Severobaykalsky (huyện)
Huyện Severo-Baykalsky (tiếng Nga: Се́веро-Байка́льский райо́н) là một huyện hành chính tự quản (raion), của Buryatia, Nga. Huyện có diện tích 48755 km², dân số thời điểm ngày 1 tháng 1 năm 2000 là 19400 người. Trung tâm của huyện đóng ở Nizhneangarsk.